# Santa Croya de Tera
Santa Croya de Tera è un comune spagnolo di 461 abitanti situato nella comunità autonoma di Castiglia e León.